# Hecalus misranus
Hecalus misranus är en insektsart som beskrevs av William Lucas Distant 1916. Hecalus misranus ingår i släktet Hecalus och familjen dvärgstritar. Inga underarter finns listade i Catalogue of Life.